# Palafolls
Palafolls é um município da Espanha na comarca de Maresme, província de Barcelona, comunidade autónoma da Catalunha. Tem 16,47 km² de área e em 2021 tinha 9 646 habitantes (densidade: 585,7 hab./km²).

## Demografia
| Variação demográfica do município entre 1991 e 2004 | Variação demográfica do município entre 1991 e 2004 | Variação demográfica do município entre 1991 e 2004 | Variação demográfica do município entre 1991 e 2004 |
| --------------------------------------------------- | --------------------------------------------------- | --------------------------------------------------- | --------------------------------------------------- |
| 1991                                                | 1996                                                | 2001                                                | 2004                                                |
| 3186                                                | 4069                                                | 5917                                                | 6631                                                |